# Styracurinae
Styracurinae – monotypowa podrodzina ryb chrzęstnoszkieletowych z rodziny płaszczek słodkowodnych (Potamotrygonidae).

## Rozmieszczenie geograficzne
Do podrodziny należą gatunki występujące w wodach zachodniego Atlantyckiego i wschodniego Spokojnego.

## Morfologia
Długość ciała do 200 cm.

## Systematyka
Rodzaj zdefiniował w 2016 roku zespół brazylijskich ichtiologów (Marcelo Rodrigues de Carvalho, Thiago Silva Loboda i João Paulo Capretz Batista da Silva) w artykule poświęconym nowej podrodzinie i nowemu rodzajowi płaszczek słodkowodnych opublikowanym w czasopiśmie Zootaxa. Gatunkiem typowym jest (oryginalne oznaczenie) T. schmardae.

### Etymologia
Styracura: gr. στυραξ sturax, στυρακος sturakos ‘ostrze, szpikulec na dolnym końcu drzewa włóczni’; ουρα oura ‘ogon’.

### Podział systematyczny
Do podrodziny należy jeden rodzaj z następującymi gatunkami:
- Styracura pacifica (Beebe & Tee-Van, 1941)
- Styracura schmardae (Werner, 1904)